# 杜香
杜香（学名：Rhododendron palustre）为杜鹃花科杜鵑花屬杜香亞属下的一个种。